# هبورن
هبورن (به انگلیسی: Hebburn) یک شهرک در بریتانیا است که در تاین و ور واقع شده‌است. هبورن ۱۶٬۴۹۲ نفر جمعیت دارد.